# 25062 Расмуссен
25062 Расмуссен (25062 Rasmussen) — астероїд головного поясу, відкритий 24 серпня 1998 року.
Тіссеранів параметр щодо Юпітера — 3,500.